# Имотски партизански одред
Имотски партизански одред је био партизанска јединица у саставу Народноослободилачке војске и партизанских одреда Југославије током Другог светског рата у Југославији.

## Историјат
Формиран је у другој половини септембра 1943. од Имотског батаљона и новопридошлих бораца из околине Имотског. Имао је два батаљона, од којих је један 2. октобра ушао у састав новоформиране 11. (биоковске) бригаде. Ојачан новим борцима, Одред је у октобру и новембру, кад су немачке јединице надирале у средњу Далмацију, водио успешне борбе у рејону Имотског. Од 8. до 16. новембра садејствовао је јединицама 1, 9. и 11. далматинске бригаде у борбама против делова немачке 7. СС Принц Еуген дивизије код Имотских Пољица, Медовдолца, Загвозда и Крстатица,а потом се, са јединицама 26. дивизије, пребацио на острво Хвар и 18. новембра ушао у састав 11. бригаде као њен 5. батаљон. Од новоформиране Имотске чете (из састава Макарског НОП одреда) образован је у децембру 1943. нови Имотски одред који је, у саставу Групе јужнодалматинских НОП одреда, дејствовао у 1944. на простору Имотски, Ловрећ, Козица, Загвозд, водећи повремено борбе против делова немачке 118. ловачке и 369. дивизије и 6. усташког здруга. Последње јаче борбе водио је заједно са Макарским НОП одредом од 7. до 9. август 1944. у западном делу Биокова. Истог месеца Одред је расформиран, а његово људство ушло јеу састав новоформиране Групе биоковских ударних батаљона.